# Liste der Mitglieder der 10. Knesset
Die Wahlen zur 10. Knesset fanden am 30. Juni 1981 statt.

## Fraktionen
- Likud: 48
- HaMa’arach: 47
- Nationalreligiöse Partei: 6
- Agudat Jisra’el: 4
- Chadasch: 4
- Techija: 3
- Tnu’at Masoret Jisra’el: 3
- Telem: 2
- Schinui: 2
- Ratz: 1

## Liste der Mitglieder der 10. Knesset
| Name                        | Fraktion                                                                          | Bemerkung |
| --------------------------- | --------------------------------------------------------------------------------- | --------- |
| Mosche Arens                | Likud                                                                             |           |
| Joram Aridor                | Likud                                                                             |           |
| Menachem Begin              | Likud                                                                             |           |
| Eliahu Ben-Elissar          | Likud                                                                             |           |
| Yitzhak Berman              | Likud                                                                             |           |
| Meir Cohen-Avidov           | Likud                                                                             |           |
| Jigal Cohen-Orgad           | Likud                                                                             |           |
| Yigal Cohen                 | Likud                                                                             |           |
| Chaim Korfu                 | Likud                                                                             |           |
| Michael Dekel               | Likud                                                                             |           |
| Sarah Doron                 | Likud                                                                             |           |
| Simcha Ehrlich              | Likud                                                                             |           |
| Mirijam Glaser-Ta’asa       | Likud                                                                             |           |
| Pinchas Goldstein           | Likud                                                                             |           |
| Pessach Grupper             | Likud                                                                             |           |
| Mosche Katzav               | Likud                                                                             |           |
| Chaim Kaufman               | Likud                                                                             |           |
| Eliezer Kulas               | Likud                                                                             |           |
| David Levy                  | Likud                                                                             |           |
| Amnon Linn                  | Likud, HaMa’arach                                                                 |           |
| Eitan Livni                 | Likud                                                                             |           |
| David Magen                 | Likud                                                                             |           |
| Ya'akov Meridor             | Likud                                                                             |           |
| Roni Milo                   | Likud                                                                             |           |
| Jitzchak Modai              | Likud                                                                             |           |
| Amal Nasser el-Din          | Likud                                                                             |           |
| Mosche Nissim               | Likud                                                                             |           |
| Akiva Nof                   | Likud                                                                             |           |
| Ehud Olmert                 | Likud                                                                             |           |
| Gideon Patt                 | Likud                                                                             |           |
| Yehuda Perah                | Likud                                                                             |           |
| Jitzchak Peretz             | Likud, HaMa’arach                                                                 |           |
| Michael Reisser             | Likud                                                                             |           |
| Zvi Rener                   | Likud                                                                             |           |
| Yosef Rom                   | Likud                                                                             |           |
| Menachem Savidor            | Likud                                                                             |           |
| Yitzhak Seyger              | Likud                                                                             |           |
| Benny Shalita               | Likud                                                                             |           |
| Jitzchak Schamir            | Likud                                                                             |           |
| Avraham Sharir              | Likud                                                                             |           |
| Ariel Scharon               | Likud                                                                             |           |
| Meir Schitrit               | Likud                                                                             |           |
| David Schiffmann            | Likud                                                                             |           |
| Dov Shilansky               | Likud                                                                             |           |
| Elieser Schostak            | Likud                                                                             |           |
| Dan Tichon                  | Likud                                                                             |           |
| Dror Zeigerman              | Likud                                                                             |           |
| Mordechai Zipori            | Likud                                                                             |           |
| Jacques Amir                | HaMa’arach                                                                        |           |
| Adi'el Amorai               | HaMa’arach                                                                        |           |
| Nava Arad                   | HaMa’arach                                                                        |           |
| Schoschana Arbeli-Almoslino | HaMa’arach                                                                        |           |
| Chaim Bar-Lev               | HaMa’arach                                                                        |           |
| Michael Bar-Zohar           | HaMa’arach                                                                        |           |
| Uzi Bar’am                  | HaMa’arach                                                                        |           |
| Dov Ben-Meir                | HaMa’arach                                                                        |           |
| Naftali Blumenthal          | HaMa’arach                                                                        |           |
| Abba Eban                   | HaMa’arach                                                                        |           |
| Raphael Edery               | HaMa’arach                                                                        |           |
| Tamar Eshel                 | HaMa’arach                                                                        |           |
| Naftali Feder               | HaMa’arach                                                                        |           |
| Ya'akov Gil                 | HaMa’arach                                                                        |           |
| Elazar Granot               | HaMa’arach                                                                        |           |
| Mordechai Gur               | HaMa’arach                                                                        |           |
| Menachem Hacohen            | HaMa’arach                                                                        |           |
| Aharon Harel                | HaMa’arach                                                                        |           |
| Moshe Harif                 | HaMa’arach                                                                        |           |
| Michael Charisch            | HaMa’arach                                                                        |           |
| Yehuda Hashai               | HaMa’arach                                                                        |           |
| Chaim Herzog                | HaMa’arach                                                                        |           |
| Schlomo Hillel              | HaMa’arach                                                                        |           |
| Awraham Katz-Oz             | HaMa’arach                                                                        |           |
| Hamad Khalaily              | HaMa’arach                                                                        |           |
| Yeruham Meshel              | HaMa’arach                                                                        |           |
| Aharon Nahmias              | HaMa’arach                                                                        |           |
| Ra’anan Naim                | HaMa’arach                                                                        |           |
| Ora Namir                   | HaMa’arach                                                                        |           |
| Arje Nechemkin              | HaMa’arach                                                                        |           |
| Schimon Peres               | HaMa’arach                                                                        |           |
| Jitzchak Rabin              | HaMa’arach                                                                        |           |
| Emri Ron                    | HaMa’arach                                                                        |           |
| Daniel Rosolio              | HaMa’arach                                                                        |           |
| Jossi Sarid                 | HaMa’arach                                                                        |           |
| Uri Sebag                   | HaMa’arach                                                                        |           |
| Mosche Schachal             | HaMa’arach                                                                        |           |
| Viktor Schem-Tow            | HaMa’arach                                                                        |           |
| Eliahu Speiser              | HaMa’arach                                                                        |           |
| Rafael Suissa               | HaMa’arach                                                                        |           |
| Jair Zaban                  | HaMa’arach                                                                        |           |
| Ja’akov Zur                 | HaMa’arach                                                                        |           |
| Muhammed Wattad             | HaMa’arach                                                                        |           |
| Schewach Weiss              | HaMa’arach                                                                        |           |
| Gad Ja’akobi                | HaMa’arach                                                                        |           |
| Yehezkel Zakai              | HaMa’arach                                                                        |           |
| Dov Zakin                   | HaMa’arach                                                                        |           |
| Eliezer Avtabi              | Nationalreligiöse Partei                                                          |           |
| Yehuda Ben-Meir             | Nationalreligiöse Partei, Religiöszionistisches Zentrum, Nationalreligiöse Partei |           |
| Josef Burg                  | Nationalreligiöse Partei                                                          |           |
| Chaim Druckman              | Nationalreligiöse Partei, parteilos                                               |           |
| Sebulon Hammer              | Nationalreligiöse Partei, Religiöszionistisches Zentrum, Nationalreligiöse Partei |           |
| Avraham Melamed             | Nationalreligiöse Partei                                                          |           |
| Schmu’el Halpert            | Agudat Jisra’el                                                                   |           |
| Shlomo Lorincz              | Agudat Jisra’el                                                                   |           |
| Menachem Porusch            | Agudat Jisra’el                                                                   |           |
| Avraham Yosef Shapira       | Agudat Jisra’el                                                                   |           |
| Charlie Biton               | Chadasch                                                                          |           |
| Tawfik Toubi                | Chadasch                                                                          |           |
| Meir Vilner                 | Chadasch                                                                          |           |
| Tawfiq Ziad                 | Chadasch                                                                          |           |
| Geula Cohen                 | Techija                                                                           |           |
| Juval Ne’eman               | Techija                                                                           |           |
| Chanan Porat                | Techija                                                                           |           |
| Aharon Abuchazira           | Tnu’at Masoret Jisra’el                                                           |           |
| Ben-Zion Rubin              | Tnu’at Masoret Jisra’el                                                           |           |
| Aharon Uzan                 | Tnu’at Masoret Jisra’el                                                           |           |
| Mosche Dajan                | Telem                                                                             |           |
| Mordechai Ben-Porat         | Telem, Erneuerungsbewegung Sozialistischer Zionismus                              |           |
| Amnon Rubinstein            | Schinui                                                                           |           |
| Mordechai Virshubski        | Schinui                                                                           |           |
| Schulamit Aloni             | Ratz, HaMa’arach, Ratz                                                            |           |

### Ersetzungen
| MK                | ersetzt         | Datum            | Partei     | Anmerkungen                              |
| ----------------- | --------------- | ---------------- | ---------- | ---------------------------------------- |
| Jigal Hurwitz     | Mosche Dajan    | 16. Oktober 1981 | Telem      | Hurvitz verließ Telem um Rafi zu gründen |
| Edna Solodar      | Moshe Harif     | 16. Januar 1982  | HaMa’arach |                                          |
| Michael Kleiner   | Mosche Arens    | 19. Januar 1982  | Likud      |                                          |
| Ariel Weinstein   | David Schiffman | 18. Oktober 1982 | Likud      |                                          |
| Nahman Raz        | Chaim Herzog    | 22. März 1983    | HaMa’arach | Herzog wurde als Präsident gewählt       |
| Chaim Ramon       | Daniel Rosolio  | 16. März 1983    | HaMa’arach |                                          |
| Avraham Hirschson | Simcha Ehrlich  | 19. Juni 1983    | Likud      |                                          |
| Zvi Shiloah       | Chanan Porat    | 7. März 1984     | Techija    |                                          |